# Kembhāvi
Kembhāvi är en ort i Indien.   Den ligger i distriktet Yadgir och delstaten Karnataka, i den södra delen av landet, 1 300 km söder om huvudstaden New Delhi. Kembhāvi ligger 476 meter över havet och antalet invånare är 13 077.
Terrängen runt Kembhāvi är platt. Runt Kembhāvi är det ganska tätbefolkat, med 207 invånare per kvadratkilometer. Kembhāvi är det största samhället i trakten. Trakten runt Kembhāvi består till största delen av jordbruksmark.